# Teologia protestante americana
Teologia protestante americana (sottotitolato Profilo storico) è un saggio antologico del sacerdote cattolico e teologo Luigi Giussani, fondatore del movimento Comunione e Liberazione pubblicato nel 1969.

## Storia editoriale
Luigi Giussani dedicò gran parte dei suoi studi e le sue ricerche nel periodo del dottorato all'ecumenismo, alla teologia ortodossa e orientale e a quella protestante. La sua tesi per il dottorato in teologia nel 1954 fu dedicata al teologo protestante statunitense Reinhold Niebuhr. Nella seconda metà degli anni sessanta intensificò i suoi studi sul protestantesimo americano e pubblicò alcuni articoli che gli erano necessari per ottenere la libera docenza per l'insegnamento presso l'Università Cattolica del Sacro Cuore di Milano. Scrisse un volume dedicato a Niebuhr, pubblicato dall'editore Jaca Book nel 1969, e nello stesso anno, pubblicò il testo scientifico Teologia protestante americana, conclusione e frutto di tutte le sue ricerche sin dai tempi del seminario di Venegono. Il volume fu pubblicato per la rivista La Scuola Cattolica nella collana di studi teologici e religiosi della facoltà teologica del Seminario arcivescovile di Milano, Hildephonsiana.
Nel 1989 Jaca Book ristampò il testo sotto il titolo Grandi linee della teologia protestante americana: Profilo storico dalle origini agli anni '50. Infine, nel 2003, l'editore Marietti 1820 lo ripubblicò in una nuova veste con l'aggiunta in appendice di tre testi degli anni sessanta dedicati a Reinhold Niebuhr e a Edgar S. Brightman, filosofo e teologo metodista.

## Edizioni

### Testi originali
- Luigi Giussani, Aspetti della concezione della storia in Reinhold Niebuhr, in La Rivista di Filosofia Neo-scolastica, LX, fasc. II-III, Milano, Vita e Pensiero, marzo-giugno 1968,  pp. 167-190, ISSN 00356247 (WC · ACNP), JSTOR 43070108.
- Luigi Giussani, Reinhold Niebuhr e i fondamenti della sua etica, in La scuola cattolica, XCVI, fasc. 6, Milano, Seminario Arcivescovile di Milano, novembre-dicembre 1968,  pp. 491-507, ISSN 1827-529X (WC · ACNP).
- Luigi Giussani, Il recupero dei valori religiosi nel personalismo americano e la filosofia di Edgar Sheffield Brightman, in Filosofia e vita: Quaderni trimestrali di orientamento formativo, n. 1, Torino, Società Editrice Internazionale, 1967,  pp. 71-85, ISSN 0430-4594 (WC · ACNP).
- Luigi Giussani, Reinhold Niebuhr, Milano, Jaca Book, Saggi 25, 1969,  p. 30, SBN CFI0462004.

### Teologia protestante americana
- Luigi Giussani, Teologia protestante americana, collana Hildephonsiana, 9, Milano, La scuola cattolica, luglio 1969,  p. 200, SBN SBL0089707.
- Luigi Giussani, Grandi linee della teologia protestante americana, 1ª ed., Milano, Jaca Book, Già e non ancora 167, 1989,  p. 200, ISBN 88-16-30167-8.
- Luigi Giussani, Teologia protestante americana, 1ª ed., Genova-Milano, Marietti 1820, 2003,  p. 332, ISBN 88-211-6960-X.